# Joseph Walker

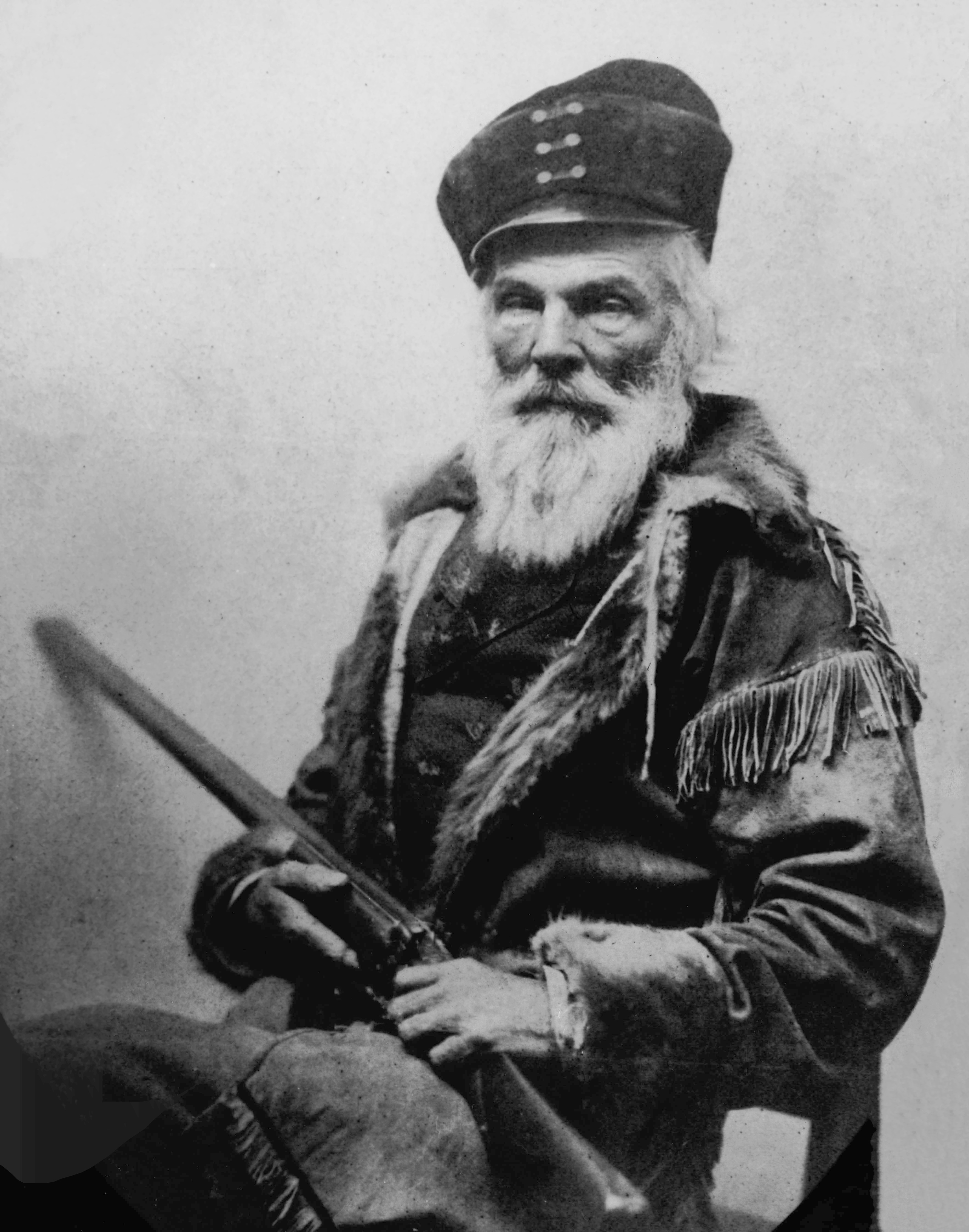
Joseph Walker probablemente también el primer hombre blanco que contempló el valle de Yosemite (retrato ca.1860)

Joseph R. Walker (condado de Roane, Tennessee, 13 de diciembre de 1798-Walnut Creek, California, 27 de octubre de 1876) fue un montañés, comerciante de pieles y experimentado explorador estadounidense recordado por haber participado en la expedición Bonneville y haber encontrado el paso Walker, que en el futuro será la ruta de acceso a California.

## Biografía
Walker nació en el condado de Roane, Tennessee, y no se sabe mucho de su vida antes de unirse tras un encuentro casual en Fort Osage, Misuri, a la conocida como expedición Bonneville, una expedición sufragada por John Jacob Astor, propietario de la American Fur Company, con la intención de comerciar con pieles en el Oeste.

### La expedición Bonneville
En la primavera de 1833, Benjamin Bonneville, que dirigía la expedición de 110 hombres, envió a un grupo de cuarenta hombres, encabezados por Walker, para explorar la región del Gran Lago Salado y encontrar una ruta por tierra que llevase a California. Finalmente, el grupo descubrió una ruta a lo largo del río Humboldt, a través del actual estado de Nevada, ascendiendo la Sierra Nevada remontando aguas arriba el río Carson y descendiendo la otra vertiente siguiendo el río Estanislaus hasta alcanzar el río San Joaquín, localizado ya en la cuenca que drena hasta el Valle Central de California y luego fueron al oeste hasta Monterey. En la primavera de 1834, emprendieron el regreso a través del sur de la Sierra fue a través del paso Walker, un paso de montaña bautizado en su honor por John Charles Fremont. El cruce de la Sierra a través de la ruta del río Carson se conoció más tarde como la ruta de California, la principal ruta de los emigrantes a los campos de oro durante la fiebre del oro de California. Walker fue probablemente también el primer hombre blanco que contempló el valle de Yosemite.

### Resto de carrera
En Fort Hall Walker se reunió Joseph Chiles que le convenció para que llevase la mitad de los colonos que viajaban en carretas con Chiles de regreso nuevamente a California por el río Humboldt. Chiles llevó el resto en una partida con recuas de carga remontando el río Malheur hasta California y luego al sur de California a través de los ríos Pitt y Sacramento.
Otra partida de Walker en 1843 también tuvo que abandonar sus carros y terminó llegando a California en reatas.
En 1862-1863, Walker dirigió una bien conocida expedición a la búsqueda de oro de 34 hombres en las montañas del centro de Arizona, cerca de lo que hoy es la ciudad de Prescott. La compañía encontró oro a lo largo del río Hassayampa y del arroyo Lynx, que fue el impulso para posteriores asentamientos blancos en la zona. Murió en su casa en Walnut Creek, California, y está enterrado en el Pioneer Cemetery de la ciudad de Martínez, en California.

## Reconocimientos
Honran su memoria algunos accidentes de la zona que exploró, en especial en Nevada, como el paso Walker en Sierra Nevada, el lago Walker y el río Walker, un tributario de dicho lago. La reserva india río Walker (Walker River Indian Reservation), de forma indirecta, también le conmemora.
La pequeña localidad de Walker, en Arizona, también lleva su nombre.